# Amphidecta reinoldsi
Amphidecta reinoldsi är en fjärilsart som beskrevs av Gustav Weymer. Amphidecta reinoldsi ingår i släktet Amphidecta och familjen praktfjärilar. Inga underarter finns listade i Catalogue of Life.